# SAP SE
SAP SE (Systems Applications Products Societas Europaea) är ett tyskt mjukvaruföretag som levererar fullskaliga affärssystem till företag, koncerner och myndigheter. Företaget är ett av världens största i sin bransch. 2024 använde omkring 300 000 kunder SAP:s lösningar och tjänster. SAP är noterat på börsen i Frankfurtbörsen och NYSE.

## Historia
Företaget grundades 1972 av fem tidigare IBM-ingenjörer (Dietmar Hopp, Klaus Tschira (avliden 2015), Hans-Werner Hector, Hasso Plattner och Claus Wellenreuther) och är världens fjärde största mjukvarutillverkare Ursprungligen uttyddes förkortningen Systemanalyse Programmentwicklung. 
1976 grundades försäljnings och supportbolaget SAP GmbH som var en förkortning av Systeme, Anwendungen und Produkte in der Datenverarbeitung och året efter flyttade SAP GmbH sitt huvudkontor till Walldorf.
I augusti 1988 blev SAP GmbH en del av SAP AG och först efter bolagsstämman 2005 blev SAP AG det officiella företagsnamnet.
Från och med 2014 gick SAP AG från att var ett tyskt bolag till att vara ett europeiskt bolag (SE - Societas Europaea) och heter sedan dess SAP SE.
SAP var år 2006 världens största leverantör av affärssystem inom områdena Customer relationship management, resursplanering och Supply chain management, det vill säga IT-system som hanterar olika funktioner inom ett företag: ekonomi och redovisning, kunder, leverantörer, lager, personal med mera. Företaget har över 55 000 anställda spridda över hela världen. Omsättningen för 2011 översteg 14 miljarder Euro. Runt om i världen finns över 100 000 SAP-installationer hos mer än 40 000 företag verksamma inom 25 olika branscher i mer än 120 länder. 1992 lanserade SAP:s affärssystem SAP R3 (även kallad SAP Business Suite). 2015 lanserade SAP sitt nya affärssystem SAP S/4HANA som är uppföljaren till SAP R3 och SAP ERP.

## Förvärv
- 2018 - Förvärvades Callidus Cloud för 2,4 miljarder dollar[10]
- 2018 - Förvärvades molnbolag Qualtrics för åtta miljarder dollar, motsvarande 73 miljarder kronor[11]
- 2018 - Förvärvades Coresystems[12]
- 2014 - Förvärvades programföretaget Concur för 8,3 miljarder dollar, motsvarande nästan 60 miljarder kronor.[13]
- 2013 - Förvärvades den schweiziska ehandelsleverantören Hybris. Någon köpesumma är ej offentliggjord.[14]
- 2012 - Förvärvades det amerikanska företaget Ariba Inc. för ca 4,3 miljarder dollar.[15]
- 2011 - Förvärvades det amerikanska företaget SuccessFactors Inc. för 3,5 miljarder dollar.[16]
- 2010 - Förvärvades det amerikanska företaget Sybase för 5,8 miljarder dollar.[17]
- 2008 - Förvärvades det franska företaget Business Objects för 6,78 miljarder dollar.[18]

## Organisation
I de enskilda länderna är de lokala SAP-företagen ansvariga för marknadsföring, försäljning och konsulting. Forskning och utveckling – SAP Labs – är spritt över hela världen. Stora utvecklingsenheter finns förutom i Europa också i USA, Indien, Sydamerika och i Kina. Huvudkontoret i Tyskland är ansvarigt för övergripande management globalt liksom för centrala utvecklingsfrågor om framtidens produktutveckling. Inom SAP Norden och Baltikum arbetar i dagsläget 600 människor.

### Partners till SAP
SAP har ett brett partnernätverk runtom i världen och i Sverige. Partners delas in i fyra huvudkategorier - Service, Återförsäljning, Hosting och Teknik. Förutom dessa kategorier finns även partnerskap för utbildning, AMS, innehåll, support m.m. Några exempel är Acando, Accenture, Capgemini, CombinedX, IBM, Logica, Hewlett-Packard, Evry och Fujitsu.

## Marknader
Inom SAP delar man upp sin världsmarknad i fyra geografiska regioner: EMEA (Europa, Mellanöstern, Afrika), AMERICA (USA och Kanada), LAC (Latinamerika and Karibien) och APJ (Asien, Stilla Havsregionen och Japan). I dessa fyra regioner fokuserar man framförallt på fem branscher: processindustri, detaljhandel, tjänster, finansindustri och offentlig sektor. Traditionellt har SAP:s produkter förknippats med stora företag där man idag tillhandahåller 25 olika affärssystemslösningar. På senare år har man aktivt börjat rikta in sig även mot mindre och medelstora företag med sina nya produkter SAP Business One och SAP Business All-in-One.

## SAP i Sverige
Dotterbolaget SAP Svenska AB registrerades 1988 och hade fram till hösten 2014 huvudkontor i Alvik, därefter i Sveavägen 44.
Svensk media har uppmärksammat ett kostsamt och avbrutet SAP-projekt på Försäkringskassan och ett projekt på Försvarsmakten som försenades i samband med nya politiskt fattade försvarsbeslut 2009 och 2012 som hade stor påverkan på verksamheten och därmed också kraven på IT-lösningar, men också väl fungerande införande på Tetrapak, Medivir och Landshypotek Bank.

## Tvister
I november 2010 dömdes SAP AG till att betala ett skadestånd på 1,3 miljarder dollar i skadestånd till Oracle, för att genom sitt dotterbolag Tomorrowow ha kopierat supportmaterial. 2014 grävde Oracle och SAP ned stridsyxan och accepterade en upgörelse i domstol och SAP betalade Oracle 359 miljoner dollar i skadestånd och ränta.